# Vittorio Scialoja
Vittorio Scialoja [ejtsd salodzsa] (Torino, 1856. április 24. – Róma, 1933. november 19.) olasz politikus, ügyvéd, egyetemi tanár és az Olasz Királyság külügyminisztere volt. Tevékenysége jelentős hatással volt az olasz magánjogi jogalkotásra.

## Élete
Vittorio Scialoja 1856. április 24-én született Torinóban, a Szárd–Piemonti Királyság fővárosában. Tanulmányai végeztével jogi végzettséget szerzett. 1904-ben szenátorrá választották. 1909 és 1910 között ő látta el az igazságminiszteri tisztséget.
Az első világháború során - az 1916–1917-es időszakra - kinevezték a háborús propagandáért felelős tárca nélküli miniszterré. Az 1919-től 1920-ig tartó külügyminisztersége alatt, az olasz küldöttség tagjaként részt vett a párizsi béketárgyalásokon.
1921-től 1932-ig a Népszövetségben is tevékenykedett, 1927-ben pedig államtitkárnak jelölték. Serafinivel, Alibrandival, Faddával és Ferrinivel megkezdte a római jogrendszer felülvizsgálatát, ezzel jelentősen hozzájárult az olasz jogtudomány modernizálásához. Számos tanulmánya hatással volt a jogi szövegmagyarázatokra, a jogtörténetre és a jogelméletre. Professzorként római jogot tanított. Ő alapította a római jogi intézetet is, amelynek örökös titkára volt. 1926 és 1933 között a Lincei Akadémia elnöki tisztségének ellátásával bízták meg. Emellett a magánjog egyesítését előirányzó nemzetközi intézet elnöke és támogató tagja is volt. 1933. november 19-én hunyt el Rómában.

## Jelentősebb művei
- I problemi dello Stato italiano dopo la guerra (Az olasz állam problémái a háború után) (1918)[1]
- Discorsi alla Società delle Nazioni (Népszövetségi beszédek) (1932)[1]
- Studi giuridici e Scritti e discorsi politici (Jogi tanulmányok, politikai írások és beszédek) (1932-36)[1]